# Julio César Rivera Cortés
Julio César Rivera Cortés (Tumaco, Colombia, 25 de julio de 1970) es un político e ingeniero forestal colombiano. Fue alcalde del municipio de Tumaco, Nariño (Colombia) entre 2017 y 2019.

## Carrera política
Nació en la vereda Pulgande, Tumaco, Nariño (Colombia). Participó en varios proyectos de transformación de cacao, que lo llevaron a estudiar Ingeniería forestal, en la Universidad Técnica Luis Vargas Torres, en Ecuador, de donde fue egresado en 2005. Así mismo, es especialista en alta gerencia de la Universidad Mariana.
Regresó a Tumaco y en 2007 se lanzó al concejo por el Movimiento Colombia Viva, sin obtener los votos suficientes para ocupar el cargo. En 2011, fue candidato a la asamblea departamental de Nariño por el partido Movimiento de Inclusión y Oportunidades (MIO).
Se desempeñó, en 2012, como Secretario de Planeación de Tumaco, tras la renuncia de Eugenio Estupiñan. En 2015, Rivera fue candidato a la Alcaldía de Tumaco, sin embargo, en segunda vuelta fue elegida como alcaldesa María Emilsen Angulo, a la que meses después demandó argumentando que estaba inhabilitada para ocupar dicho cargo. En atención a la anterior petición, Angulo es destituida y Tumaco entra un periodo conocido como el Limbo Político de finales 2016 y comienzos de 2017. El Consejo de Estado de Colombia convocó a elecciones atípicas, para 2017, las cuales ganó, ahora sí, Rivera apoyado por el partido Autoridades Indígenas de Colombia (AICO).
En junio de 2018, Rivera fue suspendido tres meses por la Procuraduría General de la Nación (Colombia) por el escándalo en la gerencia del Hospital Divino Niño, por tal motivo es designado Hernán Cortés Arboleda como alcalde encargado de Tumaco. En diciembre de ese año es capturado por las autoridades colombianas por otro escándalo que involucró su vida política no reciente.  Así las cosas, Jhon Jairo Preciado Martínez, Secretario de Gobierno, asume la Alcaldía Distrital Interina. Luego de 5 meses en prisión, Rivera es dejado en libertad dado que el Juzgado Segundo Penal del Circuito de Tumaco revocó la medida intramural que se había proferido en su contra, con lo que regresó a su cargo a finales de mayo de 2019, finalizando su periodo de gobierno.